# Living on My Own
"Living on My Own" é uma canção de Freddie Mercury, vocalista do Queen, originalmente incluída em seu primeiro álbum solo Mr. Bad Guy. 

## Histórico
O ano de 1985 marcou o lançamento da faixa, em julho no mercado estadunidense, tinha como lado b She Blows Hot & Cold. Alcançou a 50ª posição no Reino Unido em setembro, e seu lado b era a canção My Love Is Dangerous.
Em 1993, quase dois anos após a morte de Freddie Mercury, a canção foi remixada por No More Brothers e relançada com muito mais sucesso e alcançando a posição número 1 no Reino Unido e em vários países, tornando-se a primeira canção número 1 e de maior sucesso da carreira solo de Freddie Mercury . Permaneceu no Topo por 2 semanas. 

## Informações das Paradas
1985 original version:
- No. 50 (UK)

1993 remix (No More Brothers Mix): 
- No. 1 (UK; France, Norway, Italy, Sweden, Ireland)
- No. 2 (Austria; Germany; Países Baixos; Suíça)

## Lista de Faixas

### Edição de 1985
7"
- A. Living On My Own (single version)
- B. My Love Is Dangerous (album version)

12"
- A. Living On My Own (extended version)
- B. My Love Is Dangerous (extended version)

### Edição de 1993
7"/Cassette
- A. Living On My Own (Radio mix)
- B. Living On My Own (1992 album remix)

CD single
1. Living On My Own (Radio mix)
2. Living On My Own (Extended mix)
3. Living On My Own (Club mix)
4. Living On My Own (1992 album remix)

12"
- A1. Living On My Own (Extended mix)
- A2. Living On My Own (Club mix)
- B1. Living On My Own (Dub mix)
- B2. Living On My Own (LA mix)

## Vídeo Clipe
O vídeo clipe foi gravado com câmeras de 35 mm na festa de aniversário de 39 anos de Freddie Mercury (o traje era fantasia preto e branco) na cidade de Munique, mostrando cenas reais da badalada festa que aconteceu em  Setembro de 1985. Presentes na festa estavam amigos e pessoas próximas de Freddie Mercury como seu último companheiro Jim Hutton, sua ex-namorada Mary Austin, o guitarrista do Queen Brian May com sua esposa na época e a atriz alemã Barbara Valentin.